# Radio China Internațional
Radio China Internațional, fostul Radio Beijing, numit inițial Radio Peking, fondat în 3 decembrie 1941, este una din cele trei instituții media de stat din Republica Populară Chineză împreună cu Radioul Național Chinez și Televiziunea Națională Chineză.